# Transbashing
Transbashing innebär att man angriper någon utifrån uppfattningen om dennes könsidentitet och är ett uttryck av transfobi. Angreppet på transpersonen kan vara känslomässigt, fysiskt, sexuellt eller muntligt. Begreppet har också använts för hatyttringar riktade till transpersoner och på bilder av transpersoner i media som förstärker negativa stereotyper om dem. Transpersoner och icke-binära kan uppleva bashing i form av mobbning och trakasserier. Jämfört med sina ciskamrater har transpersoner och icke-binära en ökad risk att bli offer, vilket har visat sig öka risken för missbruk och självmordstankar.
Diskriminering, inklusive fysiskt eller sexuellt våld mot transpersoner, på grund av transfobi eller homofobi, är vanligt.  Hatbrott mot transpersoner är vanliga.
En av de mest ökända händelserna var våldtäkten och mordet på Brandon Teena, en ung transman i december 1993, av två manliga vänner efter att de upptäckte att han fötts som kvinna. Händelserna blev internationellt kända när de berättades i spelfilmen Boys Don't Cry, som gav Hilary Swank en Oscar för bästa skådespelerska.